# Freie-Partie-Weltmeisterschaft 1936

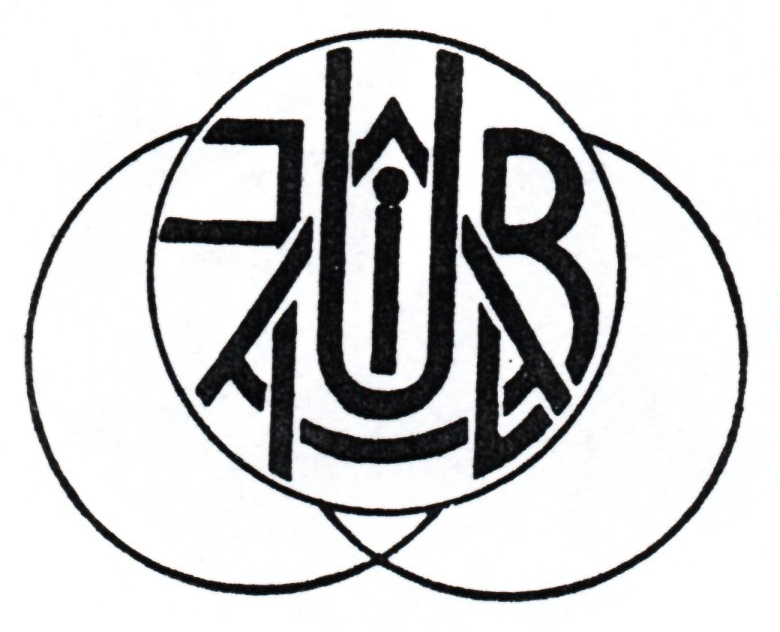
Logo UIFAB (ausrichtender Verband)

Die Freie-Partie-Weltmeisterschaft 1936 war die neunte UIFAB-Weltmeisterschaft in der Freien Partie. Das Turnier fand vom 8. bis zum 12. Mai in Mülhausen in Frankreich statt. Es war die vierte Freie-Partie-Weltmeisterschaft in Frankreich.

## Geschichte
Auf der Generalversammlung des Weltverbandes Union Internationale des Fédérations des Amateurs de Billard (UIFAB) am 21. und 22. August 1935 in Brüssel mit Vertretern aus Amerika, Belgien, Frankreich, Deutschland, Holland, Schweiz und Spanien wurde nach einer langen Debatte, bei der der Aachener Carl Foerster den Deutschen Amateur Billard-Verband vertrat, beschlossen diesen wieder in die UIFAB aufzunehmen. Somit waren wieder alle deutschen Billardsportler für internationale Meisterschaften zugelassen (Deutsche Billard-Zeitung).
Die Weltmeisterschaft in Mülhausen startete wieder mit 10 Teilnehmern. Bereits in der Vorrunde wurden zum Teil hervorragende Leistungen erzielt. Nach dem Ausscheiden der Gruppenletzten begann das Hauptturnier. Auch hier, wie bereits in der Vorrunde erwies sich der Spanier Juan Butrón als der beste Freie Partie Spieler. Mit nur einer Niederlage war er der absolut verdiente Weltmeister. Er verbesserte den Serienrekord von 1386, aufgestellt im letzten Jahr von Jean Albert aus Frankreich, auf die neue Bestmarke von 1497. Wie schon im Vorjahr belegte Joaquín Domingo Platz zwei. Für die erste holländische Medaille sorgte der erstmals teilnehmende Cornelius van Vliet. Der deutsche Weltmeister von 1933 Walter Joachim wurde Vierter.

## Turniermodus
Es wurde in zwei Gruppen à fünf Spieler in einer Vorrunde im Round Robin Modus gespielt. Die Letzten jeder Gruppe schieden aus. Die restlichen acht Spieler spielten im Round Robin Modus gegeneinander der Weltmeistertitel aus. Die Partien gegen die ausgeschiedenen Spieler wurden in der Endrunde nicht gewertet. Bei Punktegleichstand wird in folgender Reihenfolge gewertet:
1. MP = Matchpunkte
2. GD = Generaldurchschnitt
3. HS = Höchstserie

## Vorrunde
| MP    | Match Points (Sieger = 2; Unentschieden = 1; Verlierer = 0) |
| Pkte. | Erzielte Karambolagen                                       |
| Aufn. | Benötigte Versuche                                          |
| GD    | Generaldurchschnitt                                         |
| BED   | Bester Einzeldurchschnitt eines Spielers                    |
| HS    | Höchstserie                                                 |
|       | Bester GD des Turniers                                      |
|       | Bester ED des Turniers                                      |
|       | Beste HS des Turniers                                       |
|       | 1. Platz (Gold)                                             |
|       | 2. Platz (Silber)                                           |
|       | 3. Platz (Bronze)                                           |

| Platz                      | Name                | MP  | Pkte. | Aufn. | GD    | BED    | HS  |
| -------------------------- | ------------------- | --- | ----- | ----- | ----- | ------ | --- |
| 1                          | Joaquín Domingo     | 6:2 | 1587  | 35    | 45,34 | 71,42  | 473 |
| 2                          | Juan Butrón         | 6:2 | 1793  | 42    | 42,69 | 500,00 | 970 |
| 3                          | Walter Joachim      | 4:4 | 1578  | 89    | 17,73 | 45,45  | 367 |
| 4                          | Cornelius van Vliet | 3:5 | 1660  | 43    | 38,60 | 41,66  | 173 |
| 5                          | Rudolphe Loeb       | 1:7 | 761   | 55    | 13,83 | 41,66  | 165 |
| Gruppendurchschnitt: 27,95 |                     |     |       |       |       |        |     |

| Platz                      | Name           | MP  | Pkte. | Aufn. | GD    | BED    | HS  |
| -------------------------- | -------------- | --- | ----- | ----- | ----- | ------ | --- |
| 1                          | Alfredo Ferraz | 6:2 | 1708  | 59    | 28,94 | 100,00 | 481 |
| 2                          | Constant Côte  | 5:3 | 1925  | 68    | 28,30 | 45,45  | 305 |
| 3                          | Walter Baltus  | 4:4 | 1452  | 80    | 18,15 | 27,77  | 137 |
| 4                          | Leo Dekner     | 3:5 | 1813  | 90    | 20,14 | 55,55  | 451 |
| 5                          | Jean Galmiche  | 2:6 | 1219  | 67    | 18,19 | 21,73  | 290 |
| Gruppendurchschnitt: 22,29 |                |     |       |       |       |        |     |

## Abschlusstabelle
| Platz                                  | Name                | MP   | Pkte. | Aufn. | GD    | BED    | HS   |
| -------------------------------------- | ------------------- | ---- | ----- | ----- | ----- | ------ | ---- |
| 1                                      | Juan Butrón         | 12:2 | 3293  | 57    | 57,77 | 500,00 | 1497 |
| 2                                      | Joaquin Domingo     | 9:5  | 2747  | 78    | 35,21 | 166,66 | 494  |
| 3                                      | Cornelius van Vliet | 8:6  | 2931  | 87    | 33,68 | 45,45  | 202  |
| 4                                      | Walter Joachim      | 8:6  | 2654  | 81    | 32,76 | 83,33  | 489  |
| 5                                      | Alfredo Ferraz      | 6:8  | 1919  | 69    | 27,81 | 250,00 | 500  |
| 6                                      | Walter Baltus       | 6:8  | 2565  | 101   | 25,39 | 55,55  | 257  |
| 7                                      | Leo Dekner          | 4:10 | 2364  | 137   | 17,25 | 38,46  | 276  |
| 8                                      | Constant Côte       | 3    | 1977  | 72    | 27,45 | 45,45  | 305  |
| Turnierdurchschnitt: 29,98 (Endrunde)  |                     |      |       |       |       |        |      |
| 9                                      | Jean Galmiche       | 2:6  | 1219  | 67    | 18,19 | 21,73  | 290  |
| 10                                     | Rudolphe Loeb       | 1:7  | 761   | 55    | 13,83 | 41,66  | 165  |
| Turnierdurchschnitt: 28,35 (Insgesamt) |                     |      |       |       |       |        |      |